# 王艳勇
王艳勇（1962年9月—），男，汉族，山西昔阳人，中华人民共和国军事人物、政治人物，中国人民解放军少将，曾任中共贵州省委常委兼中国人民解放军贵州省军区司令员丶重慶警備區司令員。